# Депутат Національної асамблеї Франції

Національна асамблея Франції

Депутат Національної асамблеї Франції — обраний член Національної асамблеї Франції. Національна асамблея засідає в Бурбонському палаці, розташованому на лівому березі Сени навпроти площі Згоди. Асамблея складається з 577 депутатів, яких обирають на 5 років під час прямих загальних виборів, що проходять у два тури. Як і сенатори, депутати Національної асамблеї відіграють подвійну роль: спостерігають за діями уряду, звітують перед Асамблеєю в письмовій або усній формі та ухвалюють нові закони.